# فهرست فیلم‌های سینمای هند ۲۰۲۳
فهرست فیلم‌های سینمای هند ۲۰۲۳ (انگلیسی: List of Hindi films of 2023) فهرست فیلم‌های هندی است که در سال ۲۰۲۳ به نمایش درآمده است.

## درآمد حاصل از فروش بلیت
پرفروش‌ترین فیلم‌های سینمای هند در سال ۲۰۲۳ برحسب درآمد گیشه فروش در جهان طبق جدول زیر است.
| # | به فیلم‌های چند زبانه اشاره دارد و رقم مجموع فروش ناخالص، مجموع فروش جهانی نسخه‌های فیلم که به زبان دیگر به صورت همزمان فیلمبرداری شده‌اند را در بر می‌گیرد. |

| رتبه | نام فیلم               | شرکت تولیدکننده                                              | توزیع کننده                                                                 | فروش جهانی                                   | مرجع.        |
| ---- | ---------------------- | ------------------------------------------------------------ | --------------------------------------------------------------------------- | -------------------------------------------- | ------------ |
| ۱    | جوان                   | رد چیلیز انترتینمنت                                          | - پن مارودار انترتینمنت - یاش راج فیلمز                                     | ۱٬۱۴۸٫۳۲ کرور روپیه (۱۴۰ میلیون دلار آمریکا) | [ ۱ ] [ ۲ ]  |
| ۲    | پتان                   | یاش راج فیلمز                                                | یاش راج فیلمز                                                               | ۱٬۰۵۰٫۳ کرور روپیه (۱۳۰ میلیون دلار آمریکا)  | [ ۳ ] [ ۲ ]  |
| ۳    | حیوان                  | - تی-سریز - بادراکالی پیکچرز - سین۱ اسستودیوز                | - ای‌ای فیلمز - یی۴ انترتینمنت - سری ونکاتسوارا پروداکشنز - کی‌وی‌ان پروداکشنز | ۹۱۷٫۸۲ کرور روپیه (۱۱۰ میلیون دلار آمریکا)   | [ ۴ ] [ ۲ ]  |
| ۴    | شورش ۲                 | - زی استودیوز - آنیل شرما پروداکشنز - ام‌ام موویز             | زی استودیوز                                                                 | ۶۹۱٫۰۸ کرور روپیه (۸۷ میلیون دلار آمریکا)    | [ ۵ ] [ ۲ ]  |
| ۵    | دانکی                  | - رد چیلیز انترتینمنت - جیو استودیوز - راجکومار هیرانی فیلمز | - پن مارودار انترتینمنت - یاش راج فیلمز                                     | ۴۷۰٫۶ کرور روپیه (۵۹ میلیون دلار آمریکا)     | [ ۶ ] [ ۲ ]  |
| ۶    | تایگر ۳                | یاش راج فیلمز                                                | یاش راج فیلمز                                                               | ۴۶۶٫۶۳ کرور روپیه (۵۸ میلیون دلار آمریکا)    | [ ۷ ] [ ۲ ]  |
| ۷    | داستان عشق راکی و رانی | - دارما پروداکشنز - وایاکام۱۸ استودیوز                       | وایاکام۱۸ استودیوز                                                          | ۳۵۵٫۶۱ کرور روپیه (۴۵ میلیون دلار آمریکا)    | [ ۸ ] [ ۲ ]  |
| ۸    | آدیپوروش               | - تی-سریز - رتروفیلیز                                        | - ای‌ای فیلمز - یووی کریشنز                                                  | ۳۵۴ کرور روپیه (۴۲ میلیون دلار آمریکا) #     | [ ۹ ] [ ۱۰ ] |
| ۹    | داستان کرالا           | سانشاین پیکچرز                                               | سانشاین پیکچرز                                                              | ۳۰۳٫۹۷ کرور روپیه (۳۸ میلیون دلار آمریکا)    | [ ۱۱ ] [ ۲ ] |
| ۱۰   | اوه خدای من ۲          |                                                              | وایاکام۱۸ استودیوز                                                          | ۲۲۱٫۰۸ کرور روپیه (۲۸ میلیون دلار آمریکا)    | [ ۱۲ ] [ ۲ ] |

## ژانویه-مارس
| شروع   | شروع | نام فیلم                | کارگردان                  | بازیگران                                                                                  | استودیو (شرکت فیلم‌سازی)                                                                 | مرجع.  |
| ------ | ---- | ----------------------- | ------------------------- | ----------------------------------------------------------------------------------------- | --------------------------------------------------------------------------------------- | ------ |
| ژانویه | ۱۳   | سگ‌ها                    | آسمان بهاردواج            | آرجون کاپور تابو کونکونا سن شارما رادیکا مادان کُمُد میشرا شاردول بهاردواج                  | تی-سریز، لاو فیلمز، ویشال بهاردواج پیکچرز                                               | [ ۱۳ ] |
| ژانویه | ۱۳   | کفتار                   | ویکتور موکرجی             | آنشومان جیها ریدهی دوگرا میلیند سمان                                                      | فرست ری فیلمز                                                                           | [ ۱۴ ] |
| ژانویه | ۲۰   | مأموریت مجنو            | شانتانو باگچی             | سیدارت مالهوترا راشمیکا ماندانا کُمُد میشرا شریب هاشمی                                      | آراس‌وی‌پی موویز، گیلتی بای آسوسیشن میدیا، نتفلیکس                                        | [ ۱۵ ] |
| ژانویه | ۲۰   | دختر چترفروش            | تجاس دئوسکار              | راکول پریت سینگ سومیت ویاس ساتیش کایشیک راجیش تایلانگ دولی آلووالیا                       | آراس‌وی‌پی موویز، زی۵                                                                     | [ ۱۶ ] |
| ژانویه | ۲۵   | پتان                    | سیدهارت آناد              | شاهرخ خان جان آبراهام دیپیکا پادوکونه                                                     | یاش راج فیلمز                                                                           | [ ۱۷ ] |
| ژانویه | ۲۶   | گاندی و گودسه - یک جنگ  | راجکومار سانتوشی          | دیپاک آنتانی چینمی ماندلکار                                                               | پی‌وی‌آر پیکچرز، سانتوشی پروداکشنز                                                        | [ ۱۸ ] |
| ژانویه | ۲۶   | عملیات سیاه             | ویشرام ساوانت             | سونیل شتی راندیپ هودا                                                                     | توتری ونچرز (Tutri Ventures)                                                            | [ ۱۹ ] |
| فوریه  | ۳    | تقریباً عشق با دی‌جی محبت | آنورانگ کاشیاپ            | آلایا فورینتورووالا کاران مهتا                                                            | زی استودیوز، گود بد فیلمز                                                               | [ ۲۰ ] |
| فوریه  | ۳    | فراز                    | هانسال مهتا               | زهان کاپور آدیتیا راوال عامر علی جوهی بابار                                               | تی-سریز، آنوبهاو سینها، ماهانا فیلمز                                                    | [ ۲۱ ] |
| فوریه  | ۱۰   | شیو شاستری بالبوآ       | آجایان ونوگوپولان         | انوپم کهیر نینا گوپتا جوگال هانسراج نرگس فخری شریب هاشمی                                  | یواف‌آی موشن پیکچرز، انوپم کهیر استودیو                                                  | [ ۲۲ ] |
| فوریه  | ۱۰   | مستأجر                  | سوشروت جین (Sushrut Jain) | شامیتا شتی، رودراکش جیسوال                                                                | مد کولی پروداکشنز                                                                       | [ ۲۳ ] |
| فوریه  | ۱۶   | گمشده                   | آنیرادا روی چاودری        | یامی گوتام پانکاج کاپور راهول خانا نیل بوپالام پیا باجپای توشار پندی                      | زی استودیوز، ناماه پیکچرز (Namah Pictures)، اوپوس کامیونیکیشن، سان فرناندز، زی۵         | [ ۲۴ ] |
| فوریه  | ۱۷   | شاهزاده                 | روهیت داوان               | کارتیک آریان کریتی سانون پارش راوال مانیشا کویرالا رونیت روی                              | تی-سریز، آلو انترتینمنت، هاریکا و حسین کریشنز، رامارا فیلمز، برات فیلمز                 | [ ۲۵ ] |
| فوریه  | ۲۴   | سلفی                    | راج مهتا                  | آکشی کومار عمران هاشمی دیانا پنتی نصرت باروچا                                             | استار استودیوز، دارما پروداکشنز، پریتویراج پروداکشنز، مجیک فریمز، کیپ آو گود فیلمز      | [ ۲۶ ] |
| فوریه  | ۲۴   | ربیعه و اولیویا         | شاداب خان                 | شبا چادها نایاب خان                                                                       | سینکرون انترتینمنت، دیزنی پلاس هات‌استار                                                 | [ ۲۷ ] |
| مارس   | ۳    | گل‌مور                   | راهول وی. چیتلا           | مانوج باجپایی شارمیلا تاگور سیمران سورج شارما                                             | استار استودیوز، چاکبرد انترتینمنت، اوتانمس ورکس (Autonomous Works)، دیزنی پلاس هات‌استار | [ ۲۸ ] |
| مارس   | ۳    | انکار                   | هارش واردان               | ریتیکا سینگ، مانیش جهانجولیا (Manish Jhanjholia)، ساندیپ گویات، سونیل سونی، گیان پراکاش   | اینباکس پیکچرز                                                                          | [ ۲۹ ] |
| مارس   | ۸    | تو دروغگو من مکار       | لاو رانجان                | رانبیر کاپور شرادها کاپور                                                                 | تی-سریز، لاو فیلمز                                                                      | [ ۳۰ ] |
| مارس   | ۱۷   | خانم چاترجی علیه نروژ   | آشیما چیبر                | رانی موکرجی                                                                               | زی استودیوز، امای انترتتینمنت (Emmay Entertainment)                                     | [ ۳۱ ] |
| مارس   | ۱۷   | زویگاتو                 | ناندیتا داس               | کاپیل شارما شاهانا گوسوامی                                                                | اپلاوز انترتینمنت (Applause Entertainment)، ناندیتا داس اینیشیتیوز                      | [ ۳۲ ] |
| مارس   | ۱۷   | من نفر بعدی هستم        | راحت کاظمی                | انوشکا سن، نیلو دوگرا، پوجا درگان، طارق خان، احمر حیدر                                    | راحت کاظمی فیلم استودیوز، لوپ پول فیلمز، پیکو آرتس                                      | [ ۳۳ ] |
| مارس   | ۲۴   | فرار دزدها              | آجای سینگ                 | یامی گوتام سانی کاوشال شاراد کلکار                                                        | مادوک فیلمز، نتفلیکس                                                                    | [ ۳۴ ] |
| مارس   | ۲۴   | جمعیت                   | آنوبهاو سینها             | راجکومار رائو بومی پدنکار دیا میرزا اشوتوش رانا پانکاج کاپور                              | بنارس میدیا ورکس                                                                        | [ ۳۵ ] |
| مارس   | ۲۴   | عملیات مایفر            | سودیپتو سرکار             | جیمی شرگیل هریتیکا چهبر (Hritiqa Chheber) لی نیکولاس هریس ودیکا دات آنکور باتیا سنها سینگ | تی-سریز فیلمز، ودانت فیلمز، فارم کاو (Farm Cove)                                        | [ ۳۶ ] |
| مارس   | ۲۴   | خسیس                    | ویپول مهتا                | کونال خمو شویتا تریپاتی پیوش میشرا الکا امین راجو سریواستاو                               | سوهام راک‌استار انترتینمنت، توندراسکای انترتینمنت، زی۵                                   | [ ۳۷ ] |
| مارس   | ۳۰   | بهولا                   | اجی دیوگن                 | اجی دیوگن تابو                                                                            | تی-سریز فیلمز، ریلاینس انترتینمنت، دریم واریر پیکچرز، آجای دفگن فیلمز                   | [ ۳۸ ] |
| مارس   | ۳۱   | چراغ نفتی               | پاوان کریپالانی           | ویکرانت مسی سارا علی‌خان چیترانگادا سینگ                                                   | تیپس اینداستریز، دیزنی پلاس هات‌استار                                                    | [ ۳۹ ] |

## آوریل-ژوئن
| شروع                                                                | شروع           | نام فیلم                   | کارگردان                                           | بازیگران                                                                                           | استودیو (شرکت فیلمسازی)                                                 | مرجع.  |
| ------------------------------------------------------------------- | -------------- | -------------------------- | -------------------------------------------------- | -------------------------------------------------------------------------------------------------- | ----------------------------------------------------------------------- | ------ |
| آوریل                                                               | ۷              | گمراه                      | واردهان کتکار                                      | آدیتیا روی کاپور مرونال تاکور رونیت روی                                                            | تی-سریز فیلمز، سینِ۱ استودیوز (Cine1 Studios)                            | [ ۴۰ ] |
| آوریل                                                               | ۱۴             | خانم مخفی                  | انوشری مهتا                                        | رادیکا آپته، راجش شارما، سومیت ویاس، آنگانا روی، آمریتا چاتوپادهیای، ایندراسیش روی                 | بی۴یو موشن پیکچرز، جادوگر فیلمز، نایت اسکای موویز، زی۵                  | [ ۴۱ ] |
| آوریل                                                               | ۱۴             | خانم محترم سرپانچ          | پراوین مورچاله (Praveen Morchhale)                 | سیما بیسواس، آریانا ساجنانی، همانت دئولکار (Hemant Deolekar)، جیوتی دوبی، شوبانگینی سریواس         | سانکال پروداکشنز اینترنشنال                                             | [ ۴۲ ] |
| آوریل                                                               | ۱۴             | سالن زیبایی پینکی          | آکشی سینگ                                          | آکشی سینگ سولاگنا پانیگراهی خوشبو گوپتا ویشوانات چاترجی                                            | پن استودیوز، سینپولیس ایندیا، سینکورن انترتینمنت                        | [ ۴۳ ] |
| آوریل                                                               | ۲۱             | برادر کسی عشق کسی          | فرهاد سامجی                                        | سلمان خان پوجا هگده داگوباتی ونکاتش شهناز گیل جاگاپاتی ببو                                         | سلمان خان فیلمز، زی استودیوز                                            | [ ۴۴ ] |
| آوریل                                                               | ۲۸             | پسر بد                     | راجکومار سانتوشی                                   | ناماشی چاکرابورتی امرین قریشی ساسواتا چاترجی دارشان جاریوالا جانی لور                              | این‌باکس پیکچرز                                                          | [ ۴۵ ] |
| آوریل                                                               | ۲۸             | دور برگردان                | عارف خان                                           | آلایا فورینتورووالا پریانشو پاینیولی آشیم گولاتی مانو ریشی راجش شرما                               | بالاجی تله‌فیلم، زی۵                                                     | [ ۴۶ ] |
| مهٔ \| rowspan="3" style="text-align:center;background:#dbfff8;" \|۵ | مادر ترزا و من | کمال موساله (Kamal Musale) | دیپیتی نوال، ژاکلین فیتچی-کورناز، بنیتا ساندهو     | کاری وسترن موویز، لس فیلمز دو لوتوس، کاویتا ترزا فیلم                                              | [ ۴۷ ]                                                                  |        |
| مهٔ \| rowspan="3" style="text-align:center;background:#dbfff8;" \|۵ | شایعه          | سودیر میشرا                | نوازالدین صدیقی بومی پدنکار سومیت ویاس شریب هاشمی  | بنارس میدیا ورکس                                                                                   | [ ۴۸ ]                                                                  |        |
| مهٔ \| rowspan="3" style="text-align:center;background:#dbfff8;" \|۵ | داستان کرالا   | سودیپتو سن                 | آدا شارما یوگیتا بیهانی سونیا بالانی سیدهی ایدنانی | سان‌شاین پیکچرز                                                                                     | [ ۴۹ ]                                                                  |        |
| مهٔ \| rowspan="3" style="text-align:center;background:#dbfff8;" \|۵ | ۱۲             | چاتراپاتی                  | وی. وی. وینایاک                                    | بلامکوندا سرینیواس نصرت باروچا                                                                     | پن استودیوز                                                             | [ ۵۰ ] |
| مهٔ \| rowspan="3" style="text-align:center;background:#dbfff8;" \|۵ | ۱۲             | آموزشگاه موسیقی            | پاپا رائو بی‌یالا                                   | شارمان جوشی پراکاش راج شریا سارن سوهاسینی مولای گریسی گوسوامی                                      | یامینی فیلمز، پی‌وی‌آر پیکچرز                                             | [ ۵۱ ] |
| مهٔ \| rowspan="3" style="text-align:center;background:#dbfff8;" \|۵ | ۱۲             | آی‌بی۷۱                     | سانکالپ ردی                                        | ویدیوت جاموال انوپم کهیر ویشال جتوا                                                                | تی-سریز، ریلاینس انترتینمنت، اکشن هیرو فیلمز                            | [ ۵۲ ] |
| مهٔ \| rowspan="3" style="text-align:center;background:#dbfff8;" \|۵ | ۱۹             | کاتال                      | یاشواردان میشرا                                    | سانیا مالهوترا آنانت وی جوشی ویجای راز راجپال یاداو بریجندرا کالا                                  | بالاجی موشن پیکچرز، سیکیا انترتینمنت، نتفلیکس                           | [ ۵۳ ] |
| مهٔ \| rowspan="3" style="text-align:center;background:#dbfff8;" \|۵ | ۱۹             | اعظم                       | شراوان تیواری                                      | جیمی شرگیل، آبهیمانیو سینگ، ایندرانیل سنگوپتا، راضا مراد، سایاجی شینده                             | بی‌ام‌ایکس موشن پیکچرز، دی‌ایکس‌بی موشن فیلم                                | [ ۵۴ ] |
| مهٔ \| rowspan="3" style="text-align:center;background:#dbfff8;" \|۵ | ۱۹             | ۸ صبح مترو                 | راج آر                                             | گلشن دوایا سایامی کر                                                                               | استودیو ۹۹، پلاتون دیستریبیوشن                                          | [ ۵۵ ] |
| مهٔ \| rowspan="3" style="text-align:center;background:#dbfff8;" \|۵ | ۱۹             | کاچی لیمبو                 | شوبام یوگی                                         | رادیکا مادان، راجات بارمچا، آیوش مهرا                                                              | جیو استودیوز، مانگو پیپل میدیا، جیوسینما                                | [ ۵۶ ] |
| مهٔ \| rowspan="3" style="text-align:center;background:#dbfff8;" \|۵ | ۲۳             | فقط یک نفر کافیه           | آپوروا سینگ کارکی                                  | مانوج باجپایی، کوستاو سینها، نیکیل پاندی                                                           | زی استودیوز، بانوشالی استودیوز لیمیتد، زی۵                              | [ ۵۷ ] |
| مهٔ \| rowspan="3" style="text-align:center;background:#dbfff8;" \|۵ | ۲۶             | جوگیرا سارا را را          | کوشان ناندی                                        | نوازالدین صدیقی نها شارما سنجای میشرا ماهاکشای چاکرابورتی                                          | تاچ‌وود مولتی‌میدیا کریشنز                                                | [ ۵۸ ] |
| مهٔ \| rowspan="3" style="text-align:center;background:#dbfff8;" \|۵ | ۲۶             | کت                         | آکشی دیتی                                          | سنجای میشرا ویوان شاه پوجا پاندی سونال جیها                                                        | برندکس انترتینمنت، پرفکت تایمز پیکچرز، بلک پانتر موویز                  | [ ۵۹ ] |
| ژوئن                                                                | ۲              | برو کنار و مراقب باش       | لاکسمان اوتکار                                     | ویکی کائوشال سارا علی‌خان                                                                           | جیو استودیوز، مدوک فیلمز                                                | [ ۶۰ ] |
| ژوئن                                                                | ۲              | مومبایکار                  | سانتوش سیوان                                       | ویکرانت مسی، ویجی ستوپاتی، تانیا مانیکتالا، رانویر شوری، ساچین کدکار                               | جیو استودیوز، اچ‌آر پیکچرز، جیوسینما                                     | [ ۶۱ ] |
| ژوئن                                                                | ۹              | پدر خونین                  | علی عباس ظفر                                       | شاهد کاپور سانجای کاپور دیانا پنتی رونیت روی ویوان بهاتنا                                          | جیو استودیوز، ای‌ای‌زد فیلمز، آفساید انترتینمنت، جیوسینما                 | [ ۶۲ ] |
| ژوئن                                                                | ۱۶             | آدیپوروش                   | ام راوت                                            | سیف علی خان پرابهاس کریتی سانون سانی سینگ                                                          | تی-سریز فیلمز، رتروفیلس (Retrophiles)                                   | [ ۶۳ ] |
| ژوئن                                                                | ۱۶             | دوستت دارم                 | نیکیل ماهاجان                                      | راکول پریت سینگ آکشی اوبروی پاویل گولاتی                                                           | جیو استودیوز، اتینا پروداکشن، جیوسینما                                  | [ ۶۴ ] |
| ژوئن                                                                | ۲۳             | ۱۹۲۰: وحشت‌های قلب          | کریشنا بات                                         | آویکا گور، راهول دو، بارکا سنگوپتا، راندهیر رای                                                    | آناند پاندیت موشن پیکچرز، هاوس‌فول موشن پیکچرز                           | [ ۶۵ ] |
| ژوئن                                                                | ۲۳             | ازدواج تیکو و شیرو         | سائی کبیر                                          | نوازالدین صدیقی اونیت کائور                                                                        | مانیکارنیکا فیلمز، آمازون پرایم ویدئو                                   | [ ۶۶ ] |
| ژوئن                                                                | ۲۳             | عاشق                       | ساریم مؤمن                                         | سونالی سیگال واردان پوری سیدهانت کاپور                                                             | پروداکشن هدکوارترز ال‌تی‌دی، استون سیرکل پروداکشن، جیو استودیوز، جیوسینما | [ ۶۷ ] |
| ژوئن                                                                | ۲۹             | ساتیاپرم کی کاتا           | سمیر ویدوانس                                       | کارتیک آریان کیارا ادوانی گاجراج رائو سوپریا پاتاک                                                 | ناماه پیکچرز، نادیادوالا گراندسون انترتینمنت                            | [ ۶۸ ] |
| ژوئن                                                                | ۲۹             | داستان‌های شهوت ۲           | آر. بالکی کونکونا سن شارما آمیت شرما سوجوی گوش     | آمروتا سوبهاش انگاد بدی نینا گوپتا مرونال تاکور کمد میشرا تمنا باتیا کاجول تیلوتاما شوم ویجی وارما | آراس‌وی‌پی موویز، فلاینگ یونیکورن انترتینمنت، نتفلیکس                     | [ ۶۹ ] |
| ژوئن                                                                | ۳۰             | گروهبان                    | پراوال رامان                                       | راندیپ هودا عادل حسین ساپنا پابی آرون گوویل سونیا گوسوامی                                          | جی‌ای‌آر پیکچرز، جیو استودیوز، جیوسینما                                   | [ ۷۰ ] |

## ژوئیه-سپتامبر
| شروع    | شروع          | نام فیلم                                         | کارگردان | بازیگران | استودیو (شرکت فیلمسازی)                                                                      | مرجع    |
| ------- | ------------- | ------------------------------------------------ | --- | --- | -------------------------------------------------------------------------------------------- | ------- |
| ژوئیه   | ۷             | انگیزه                                           | آنو منون | ویدیا بالن رام کاپور راهول بس شاهانا گوسوامی نیراج کابی شاشانک آرورا آمریتا پوری                                | ابونداتیا انترتینمنت (Abundatia Entertainment)، ریدل فیلمز، آمازون پرایم ویدئو               | [ ۷۱ ]  |
| ژوئیه   | ۷             | تارلا                                            | پیوش گوپتا | هما قریشی شریب هاشمی                                                                                            | آراس‌وی‌پی موویز، ارث‌اسکای‌پیکچرز، زی۵                                                          | [ ۷۲ ]  |
| ژوئیه   | ۷             | نابینا                                           | شوم ماکیجا | سونام کاپور پوراب کهلی وینای پاتاک لیلیت دوبی                                                                   | جیو استودیوز، کانای، ای‌وی‌ام‌ای، کروس پیکچرز، لید فیلمز، آروی موشن پیکچرز، جیوسینما            | [ ۷۳ ]  |
| ژوئیه   | ۷             | ۷۲ حوری                                          | سنجی پوران سینگ چوهان | سارو ماینی عامر بشیر راشید ناز پاوان مالهوترا                                                                   | سارتی انترتینمنت (Saarthie Entertainment)، آلینس پیکچرز                                      | [ ۷۴ ]  |
| ژوئیه   | ۱۴            | عشق ساده                                         | آویشک گوش | لارا دوتا نینا گوپتا کانولجیت سینگ شیریا پیلگانکار مهیت راینا سهیل نایر                                         | ای‌وی‌ای‌ام میدیا، جیو استودیوز، جیوسینما                                                       | [ ۷۵ ]  |
| ژوئیه   | ۲۱            | هیاهو                                            | نیتش تیواری | وارون دهاوان جانوی کاپور                                                                                        | ارث‌اسکای‌پیکچرز، نادیادوالا گرندسون انترتینمنت، آمازون پرایم ویدئو                            | [ ۷۶ ]  |
| ژوئیه   | ۲۱            | دوره آزمایشی                                     | آلیا سن | جنلیا دی‌سوزا مانو کائول شاکتی کاپور شبا چادها گاجراج رائو                                                       | کروم پیکچرز، جیو استودیوز جیوسینما                                                           | [ ۷۷ ]  |
| ژوئیه   | ۲۱            | منهای ۳: پرونده‌های ناگپور                        | پراتیک مویترو | راغوبیر یاداو، شیوانکیت سینگ پریهار، راجش شرما، روچا اینامدار، سانتوش جوکار، جایا باهاتچاریا                    | اورنج‌پیکسل استودیوز پی‌وی‌تی. ال‌تی‌دی. پروداکشن، دراگون واتر فیلمز                              | [ ۷۸ ]  |
| ژوئیه   | ۲۱            | اجمیر ۹۲                                         | پوشپندرا سینگ | کاران ورما راجش شارما سایاجی شینده بریجندرا کالا زارینا وهاب مانوج جوشی                                         | ریلاینس انترتینمنت، یو&کی انترتینمنت (U&K Entertainment)، سومیت موشن پیکچرز، لیتل کرو پیکچرز | [ ۷۹ ]  |
| ژوئیه   | ۲۸            | داستان عشق راکی و رانی                           | کاران جوهر | رانویر سینگ آلیا بات جایا باچان درمندرا شبانه اعظمی توتا روی چودری چرنی گانگولی انجلی آناند عامر بشیر کشیتی جوگ | وایاکام۱۸ استودیوز، دارما پروداکشنز                                                          | [ ۸۰ ]  |
| ژوئیه   | ۲۸            | یک شب جمعه                                       | مانیش گوپتا | راوینا تاندون میلیند سمان ویدی چیتالیا                                                                          | جیو استودیوز، جیوسینما                                                                       | [ ۸۱ ]  |
| اوت     |               |                                                  | | |                                                                                              |         |
| ۴       | پنج کریتی     | سانجوی بهارگو (Sannjoy Bhargv)                   | بریجندرا کالا، ساغر وحی، پوروا پاراگ، ماهی سونی                                                                               | اوبون ویژن پی‌وی‌تی ال‌تی‌دی                                                                                        | [ ۸۲ ]                                                                                       |         |
| ۴       | کلماتی در عشق | راجا راندیپ‌گیری، دیراج میشرا                     | آنیتا راج، زارینا وهاب، ویوک آناند میشرا، کانچان آگنیهوتری، میر سرور                                                          | مونارچ فیلم | [ ۸۳ ]                                                                                       |         |
| ۱۱      | شورش ۲        | آنیل شارما                                       | سانی دئول آمیشا پاتل اوتکارش شرما                                                                                             | زی استودیوز، آنیل شرما پروداکشنز، ام‌ام موویز                                                                    | [ ۸۴ ]                                                                                       |         |
| ۱۱      | اوه خدای من ۲ | آمیت رای                                         | آکشی کومار یامی گوتام پانکاج تریپاتی آرون گوویل                                                                               | وایاکام۱۸ استودیوز، کیپ آو گود فیلمز، واکائو فیلمز                                                              | [ ۸۵ ]                                                                                       |         |
| ۱۸      | اسپینر        | آر. بالکی                                        | آبیشک باچان سایامی کر شبانه اعظمی انگاد بدی                                                                                   | هوپ پروداکشنز، ساراسواتی انترتینمنت                                                                             | [ ۸۶ ]                                                                                       |         |
| ۱۸      | شادی بی‌وقفه   | ارشاد خان                                        | آنو کاپور راجپال یاداو آسرانی مانوج جوشی پریانشو چاترجی                                                                       | تریوم فیلمز | [ ۸۷ ]                                                                                       |         |
| ۲۵      | دختر رؤیایی ۲ | راج شاندیلیا                                     | آیوشمان کورانا آنانیا پاندی آنو کاپور پارش راوال ویجای راز مانوج جوشی راجپال یاداو آسرانی سیما پاهوا مانجوت سینگ آبیشک بانرجی | بالاجی موشن پیکچرز                                                                                              | [ ۸۸ ]                                                                                       |         |
| ۲۵      | تنها          | پرانای مشرام                                     | نصرت باروچا نیشانت داهیا راجش جایس امیر بوتروس                                                                                | داشامی استودیوز                                                                                                 | [ ۸۹ ]                                                                                       |         |
| ۲۵      | گلدفیش        | پوشان کریپالانی                                  | کالکی کوچلین، دیپیتی نوال، راجیت کاپور، گوردون وارنک                                                                          | اسپلندید فیلمز                                                                                                  | [ ۹۰ ]                                                                                       |         |
| سپتامبر | ۱             | برنامه جمعه شب                                   | نیلاکانتان | جوهی چاولا بابی خان آمریت جین مدها رانا آدیا آناند نیناد کامات                                                  | اکسل انترتینمنت، نتفلیکس                                                                     | [ ۹۱ ]  |
| سپتامبر | ۱             | راز خالکوبی                                      | کالایاراسی ساتاپان، گانش ماهادوان                                                                                             | روهیت راج، دیزی شاه، آمیشا پاتل، آرجون رامپال                                                                   | تتو فیلم پروداکشن                                                                            | [ ۹۲ ]  |
| سپتامبر | ۱             | لاو آل (Love All)                                | سودانشو شرما | کی کی منون، سواستیکا موکرجی، شریسوارا، روبین داس، سومیت آرورا                                                   | ال۶اف استودیوز، لاکشمی گانپاتی فیلم استودیوز، آناند پاندیت موشن پیکچرز، فیلمارت پروداکشن     | [ ۹۳ ]  |
| سپتامبر | ۷             | جوان                                             | آتلی | شاهرخ خان نایانتارا ویجی ستوپاتی پریامانی سانیا مالهوترا دیپیکا پادوکونه                                        | رد چیلیز انترتینمنت                                                                          | [ ۹۴ ]  |
| سپتامبر | ۷             | حدی                                              | آکشات آجای شرما | نوازالدین صدیقی آنورانگ کاشیاپ ایلا آرون                                                                        | زی استودیوز، آناندیتا استودیوز، زی۵                                                          | [ ۹۵ ]  |
| سپتامبر | ۲۱            | جان جان                                          | سوجوی گوش | کارینا کاپور جایدیپ اهلاوات ویجی وارما                                                                          | دوازدهم استریت انترتینمنت، نورترن لایت فیلمز، کروس پیکچرز، نتفلیکس                           | [ ۹۶ ]  |
| سپتامبر | ۲۲            | خانواده بزرگ هندی                                | ویجی کریشنا آچاریا | ویکی کائوشال مانوشی چیلار                                                                                       | یاش راج فیلمز                                                                                | [ ۹۷ ]  |
| سپتامبر | ۲۲            | سوکی                                             | سونال جوشی | شیلپا شتی آمیت ساد کوشا کاپیلا دلناز ایرانی                                                                     | تی-سریز فیلمز، ابونداتیا انترتینمنت                                                          | [ ۹۸ ]  |
| سپتامبر | ۲۲            | اسناد پوروانچال                                  | سواروپ گوش | سیدهارت پاندی، شیوانی تاکور، زارینا وهاب، ماکش تیواری، گویند نامدو                                              | ریلاینس انترتینمنت، رودراکشا تله‌فیلمز                                                        | [ ۹۹ ]  |
| سپتامبر | ۲۲            | ظهور چاکرای سودارشان                             | آنیل کولچانیا | یاشپال شارما، پریتی جانگیانی، میلیند گوناجی، راکش بدی                                                           | شیرومانی کریشنز، ناندی پیکچر                                                                 | [ ۱۰۰ ] |
| سپتامبر | ۲۸            | جنگ واکسن                                        | ویوک آگنیهوتری | انوپم کهیر نانا پاتیکار                                                                                         | آبیشک آگاروال آرتس، آی اَم بودا پروداکشن                                                      | [ ۱۰۱ ] |
| سپتامبر | ۲۸            | علاف‌ها ۳                                         | مریگدیپ سینگ | پانکاج تریپاتی پولکیت سامرات وارون شارما ریچا چادا منجوت سینگ                                                   | اکسل انترتینمنت                                                                              | [ ۱۰۲ ] |
| سپتامبر | ۲۸            | عشقم برای تو (Pyaar Hai Toh Hai)                 | پرادیپ آر.کی. چاوداری | کاران هاریاران، پانی کاشیاپ                                                                                     | شریتارا سینویژن                                                                              | [ ۱۰۳ ] |
| سپتامبر | ۲۹            | دواند: تضاد درونی (Dvand: The Internal Conflict) | اشتیاق خان (Ishtiyak Khan) | اشتیاق خان، سانجی میشرا، ویکرام کوچار، ایپشیتا چاکرابورتی سینگ، فیض محمد خان                                    | جامپینگ توماتو استودیوز، وی‌اسکوئر فیلمز                                                      | [ ۱۰۴ ] |
| سپتامبر | ۲۹            | نمی‌تونی انجامش بدی                               | آبیشک سینها | ایشواک سینگ ماهیما ماکوانا گاوراو پاندی آمالا آکیننی گورپریت ساینی                                              | فاکس استار استودیوز، آراس‌وی‌پی موویز، روی کاپور فیلمز، ارث‌اسکای پیکچرز، دیزنی پلاس هات‌استار   | [ ۱۰۵ ] |

## اکتبر-دسامبر
| شروع   | شروع | نام فیلم                                     | کارگردان                                     | بازیگران | استودیو (شرکت فیلمسازی)                                                                          | مرجع.   |
| ------ | ---- | -------------------------------------------- | -------------------------------------------- | --- | ------------------------------------------------------------------------------------------------ | ------- |
| اکتبر  | ۵    | هر دو                                        | اونیش اس. بارجاتیا                           | راجویر دئول مانو شرما                                                                                        | راجشری پروداکشنز، جیو استودیوز                                                                   | [ ۱۰۶ ] |
| اکتبر  | ۵    | راز                                          | ویشال بهاردواج                               | تابو علی فضل وامیکا گبی اشیش ویدیارتی عظمری هاکی بادون                                                       | ویشال بهاردواج پیکچرز، نتفلیکس                                                                   | [ ۱۰۷ ] |
| اکتبر  | ۶    | مأموریت رانیگانج                             | تینو سورش دسای                               | آکشی کومار پرینیتی چوپرا                                                                                     | پوجا انترتینمنت، آجای کاپور پروداکشنز                                                            | [ ۱۰۸ ] |
| اکتبر  | ۶    | متشکرم که آمدید                              | کاران بولانی                                 | بومی پدنکار شهناز گیل دالی سینگ کوشا کاپیلا شیبانی بدی کاران کوندرا                                          | بالاجی موشن پیکچرز، آنیل کاپور فیلمز& کمیونیکیشن نتورک                                           | [ ۱۰۹ ] |
| اکتبر  | ۶    | مسافران (Yaatris)                            | هاریش ویاس                                   | راگوبیر یاداو سیما پاهوا انوراگ مالان جامی لور چاهات خانا                                                    | اکیون انترتینمنت (Akion Entertainment)                                                           | [ ۱۱۰ ] |
| اکتبر  | ۱۳   | دهک دهک                                      | تارون ددجا                                   | راتنا پاتک شاه دیا میرزا فاطمه ثنا شیخ سانجانا سنگهی                                                         | وایاکام۱۸ استودیوز، اوتسایدر فیلمز، بی‌ال‌ام پیکچرز                                                | [ ۱۱۱ ] |
| اکتبر  | ۱۳   | گوتلی لادو                                   | عشرت آر خان                                  | سانجی میشرا هیت شرما سوبرات دوتا کالیانی مولای                                                               | یووی فیلمز، پانوراما استودیوز                                                                    | [ ۱۱۲ ] |
| اکتبر  | ۱۳   | داران چهو (Darran Chhoo)                     | بارات راتان                                  | کاران پاتل، آنکیتا بهارگاوا پاتل، اشوتوش رانا، مانوج جوشی، ساناند ورما، سمریتی کالرا                         | مارک موویز                                                                                       | [ ۱۱۳ ] |
| اکتبر  | ۱۳   | باگوان بهاروس                                | شیلادیتیا بورا                               | وینای پاتاک، معصومه ماکیجا، مانو ریشی، شریکانت ورما، ساتندرا سونی، اسپارش سومان (Sparsh Suman)               | پلاتون وان فیلمز، بویز انترتینمنت                                                                | [ ۱۱۴ ] |
| اکتبر  | ۲۰   | گاناپات                                      | ویکاس باهل                                   | آمیتاب باچان تایگر شروف کریتی سانون الی آورام                                                                | پوجا انترتینمنت، گود کو (Good Co)                                                                | [ ۱۱۵ ] |
| اکتبر  | ۲۰   | دوستی ۲                                      | رادیکا رائو وینی ساپرو                       | دیویا خوسلا کومار یاش داسگوپتا پیرل وی پوری میزان جعفری آناسوارا راجان پریا پراکاش واریر                     | تی-سریز، رائو و ساپرو فیلمز، بی‌ال‌ام پیکچرز                                                       | [ ۱۱۶ ] |
| اکتبر  | ۲۷   | شکست دوازدهم                                 | ویدهو وینود چوپرا                            | ویکرانت مسی، مدها شانکار، پریانشو چاترجی، هاریش خانا                                                         | زی استودیوز، وینود چوپرا فیلمز                                                                   | [ ۱۱۷ ] |
| اکتبر  | ۲۷   | تجاس                                         | سروش میوارا                                  | کانگانا رانوت                                                                                                | آراس‌وی‌پی موویز                                                                                   | [ ۱۱۸ ] |
| اکتبر  | ۲۷   | ویدیوی همه‌بین ساجینی شینده                   | میکیل موساله                                 | نیمرات کائور، رادیکا مادان، بهاگیاشره، سومیت ویاس، سبود بهاو، چینمی ماندلکار                                 | مدوک فیلمز                                                                                       | [ ۱۱۹ ] |
| اکتبر  | ۲۷   | مجیب: شکل‌دهنده امت                           | شیام بنگال                                   | آریفین شوو، تیشا، نصرا فاریا، فضل الرحمان بابو، شهید العالم ساچو                                             |                                                                                                  | [ ۱۲۰ ] |
| اکتبر  | ۲۷   | مندلی (Mandali)                              | راکش چاتورودی اُم                             | آبیشک دوهان، راجنیش دوگال، بریجندرا کالا، وینیت کومار، آنچال مونجال                                          | رلتیک پیکچرز                                                                                     | [ ۱۲۱ ] |
| نوامبر | ۳    | خیره کننده                                   | اومش شوکلا                                   | آبیمانیو داسانی، مرونال تاکور، پارش راوال، شارمان جوشی، دیویا دوتا، آبیشک بانرجی، دارشان جاریوالا، ویجای راز | سونی پیکچرز فیلمز ایندیا، مری گو راند استودیوز                                                   | [ ۱۲۲ ] |
| نوامبر | ۳    | بانوی قاتل                                   | اجی باهل                                     | آرجون کاپور بومی پدنکار                                                                                      | اس‌سی‌آی‌پی‌ال، کارما میدیا & انترتینمنت ، جوساوالا پروداکشنز، پولاروید میدیا، موویز ان مور          | [ ۱۲۳ ] |
| نوامبر | ۳    | لکیرین                                       | دورگیش پاتاک                                 | اشوتوش رانا بیدیتا باگ تیا باجپای راجش جایس                                                                  | ایمیج & کریشن، بی‌تی‌سی مولتی‌میدیا پروداکشنز، بلک‌پرل موویز                                         | [ ۱۲۴ ] |
| نوامبر | ۳    | هوکوس بوکوس (Hukus Bukus)                    | وینی بهاردواج، سامیترا سینگ (Saumitra Singh) | دارشیل سفری، ارون گویل، سجاد دل‌افروز، گوتام ویج، میر سرور                                                    | شاینینگ سان استودیوز                                                                             | [ ۱۲۵ ] |
| نوامبر | ۳    | یوتی ۶۹                                      | شهنواز علی                                   | راج کوندرا کومار سوراب                                                                                       | اس‌وی‌اس استودیوز، بیگر پیکچر فیلمز                                                                | [ ۱۲۶ ] |
| نوامبر | ۳    | ما سه نفر                                    | آویناش ارون                                  | شفالی شاه جایدیپ اهلاوات سواناند کیرکیره                                                                     | آلو انترتینمنت، مچ‌باکس شاتس                                                                      | [ ۱۲۷ ] |
| نوامبر | ۳    | شاستری ویرد شاستری (Shastry Viruddh Shastry) | شیبو پروساد موخرجی، ناندیتا روی              | پارش راوال شیو پاندیت نینا کلکارنی میمی چاکرابورتی                                                           | وایاکام۱۸ استودیوز، ویندوز پروداکشن                                                              | [ ۱۲۸ ] |
| نوامبر | ۱۰   | پیپا                                         | راجا کریشنا منون                             | ایشان خاطر مرونال تاکور پریانشو پاینیولی سونی رازدان                                                         | آراس‌وی‌پی موویز، روی کاپور فیلمز، آمازون پرایم ویدئو                                              | [ ۱۲۹ ] |
| نوامبر | ۱۲   | تایگر ۳                                      | مانیش شارما                                  | سلمان خان کاترینا کایف عمران هاشمی                                                                           | یاش راج فیلمز                                                                                    | [ ۱۳۰ ] |
| نوامبر | ۱۵   | آپوروا                                       | نیکیل ناگش بهات                              | تارا سوتاریا آبیشک بانرجی راجپال یاداو دایریا کاروا                                                          | استار استودیوز، سین۱ استودیوز، دیزنی پلاس هات‌استار                                               | [ ۱۳۱ ] |
| نوامبر | ۱۷   | خیچدی ۲: مأموریت پانتوکیستان                 | آتیش کاپادیا                                 | سوپریا پاتاک راجیو مهتا آنانگ دسای واندانا پاتاک کریتی کولهاری                                               | هاتس آو پروداکشنز                                                                                | [ ۱۳۲ ] |
| نوامبر | ۱۸   | همه چیز توهم است (Sab Moh Maaya Hai)         | آبهیناو پاریک                                | شارمان جوشی آنو کاپور                                                                                        | بانوشالی استودیوز، ودا فیلم فکتوری                                                               | [ ۱۳۳ ] |
| نوامبر | ۲۴   | فری                                          | سومندرا پادی                                 | اَلیزه آگنیهوتری ساحل مهتا رونیت روی                                                                          | سلمان خان فیلمز، ریل لایف پروداکشن، مایتری مووی میکرز، اتینا یی‌ان‌ام                              | [ ۱۳۴ ] |
| نوامبر | ۲۴   | ستاره دریایی                                 | آکیلش جیسوال                                 | خوشالی کومار میلیند سمان اِهان بات توشار خانا                                                                 | تی-سریز فیلمز، آلمایتی موشن پیکچر (Almighty Motion Picture)                                      | [ ۱۳۵ ] |
| نوامبر | ۲۴   | دو اجنبی                                     | سانجیو کومار راجپوت                          | آریا بابار آنکیت باتلا آنو میترا امان ورما                                                                   | بلوک‌بوستر فیلمز، پی‌کی انترتینمنت                                                                 | [ ۱۳۶ ] |
| دسامبر | ۱    | حیوان                                        | ساندیپ ردی وانگا                             | رانبیر کاپور راشمیکا ماندانا آنیل کاپور بابی دئول تریپتی دیمری                                               | تی-سریز فیلمز، بادراکالی پیکچرز، سین۱ استودیوز                                                   | [ ۱۳۷ ] |
| دسامبر | ۱    | سام بهادر                                    | میگنا گلزار                                  | ویکی کائوشال سانیا مالهوترا فاطمه ثنا شیخ                                                                    | آراس‌وی‌پی موویز                                                                                   | [ ۱۳۸ ] |
| دسامبر | ۷    | آرچی‌ها                                       | زویا اختر                                    | میهیر آهوجا سوهانا خان خوشی کاپور اگاستیا ناندا ویدانگ راینا آدیتی سایگال یووراج مندرا                       | آرچی کمیک، گرافیک ایندیا، تایگر بیبی فیلمز، نتفلیکس                                              | [ ۱۳۹ ] |
| دسامبر | ۸    | جورم                                         | دواشیش ماکیجا                                | مانوج باجپایی محمد زیشان ایوب اسمیتا تامبه                                                                   | زی استودیوز، ماکیجا فیلمز                                                                        | [ ۱۴۰ ] |
| دسامبر | ۸    | کدک سینگ                                     | آنیرودا روی چودوری                           | پانکاج تریپاتی پارواتی جایا احسن سانجانا سنگهی دیلیپ شانکار پارش پاهوجا وارون بودادو                         | دبلیوآی‌زد فیلمز، کی‌وی‌ان پروداکشنز، اچ‌تی کانتنت استودیو، فرست استپ فیلمز، اوپوس کمیو نیکیشنز، زی۵ | [ ۱۴۱ ] |
| دسامبر | ۸    | در لحظه زندگی کن (Mast Mein Rehne Ka)        | ویجی موریا                                   | جکی شروف نینا گوپتا ابیشک چاوهان مونیکا پانوار راکهی ساوانت فیصل ملیک                                        | آمازون استودیوز، مید این موریا، آمازون پرایم ویدئو                                               | [ ۱۴۲ ] |
| دسامبر | ۱۵   | کایسی یه دور (Kaisi Ye Dor)                  | راتنا نیلام پاندی، سانذیپ اس چوداری          | نیکیل پاندی، جشن آگنیهوتری، راتنا نیلام پاندی، بریجندرا کالا                                                 | اوجاس انترتینمنتس                                                                                | [ ۱۴۳ ] |
| دسامبر | ۲۱   | دانکی                                        | راجکومار هیرانی                              | شاهرخ خان تاپسی پانو ویکی کائوشال بومان ایرانی ویکرام کوچار آنیل گروور                                       | رد چیلیز انترتینمنت، راجکومار هیرانی فیلمز، جیو استودیوز                                         | [ ۱۴۴ ] |
| دسامبر | ۲۲   | درای دی (Dry Day)                            | سراب شوکلا                                   | جیتندرا کومار آنو کاپور شیریا پیلگانکار                                                                      | امای انترتینمنت (Emmay Entertainment)                                                            | [ ۱۴۵ ] |
| دسامبر | ۲۶   | (Kho Gaye Hum Kahan) کجا از خودمان دور شدیم  | آرجون وراین سینگ (Arjun Varain Singh)        | آدارش گوراو سیدانت چاتورودی آنانیا پاندی                                                                     | اکسل انترتینمنت، تایگر بیبی فیلمز، نتفلیکس                                                       | [ ۱۴۶ ] |
| دسامبر | ۲۹   | سفید                                         | ساندیپ سینگ                                  | آبهای ورما میرا چوپرا                                                                                        | لجند استودیوز، آناند پاندیت موشن پیکچرز، زی۵                                                     | [ ۱۴۷ ] |